# Кантик (Томашівський повіт)
Кантик (пол. Kątek) — частина села Типин у Польщі, в Люблінському воєводстві Томашівського повіту, ґміни Томашів.

## Історія
Первісним населенням Кантика були русини-лемки, які компактно проживали на своїх історичних землях. 